# Bysławek
Bysławek (niem. Klein Bislaw, 1942-1945 Bislauheim) – wieś w Polsce, położona w województwie kujawsko-pomorskim, w powiecie tucholskim, w gminie Lubiewo. 
W latach 1975–1998 wieś administracyjnie należała do województwa bydgoskiego.
W pobliżu miejscowości znajduje się przepływowe Jezioro Małe Bysławskie o powierzchni 18,4 ha; z dwoma niestrzeżonymi kąpieliskami na wschodnim brzegu. Przy drodze do Lubiewa znajduje się spiętrzenie wodne – pozostałość po młynie wodnym. Według Narodowego Spisu Powszechnego (III 2011 r.) liczyła 388 mieszkańców. Jest szóstą co do wielkości miejscowością gminy Lubiewo.

## Integralne części wsi
| SIMC    | Nazwa                     | Rodzaj    |
| ------- | ------------------------- | --------- |
| 0090428 | Bociany                   | część wsi |
| 0090434 | Wybudowania Bysławkowskie | część wsi |
| 0090440 | Wybudowania pod Minikowo  | część wsi |

## Historia

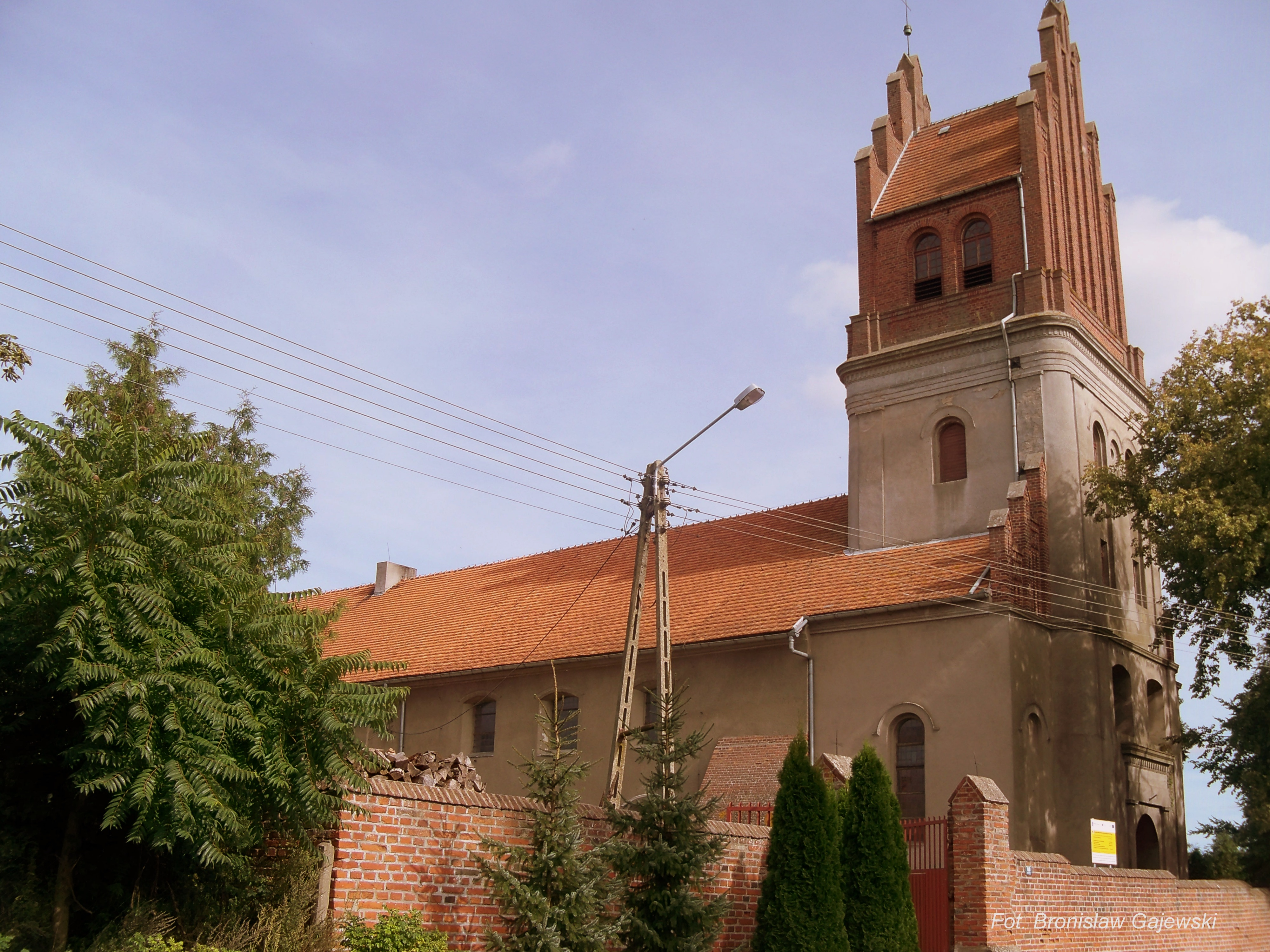
Kościół pw. św. Wawrzyńca w Bysławku

5 czerwca 1379 wieś wzmiankowano po raz pierwszy jako Cleyn Bysslaw. W roku 1389 miało miejsce nadanie wsi na prawie chełmińskim przez wielkiego mistrza Konrada Zöllner von Rotenstein.
Znajdujący się tu kościół pw. św. Wawrzyńca powstał w 1604 roku, a w każdym razie między 1602 a 1607 rokiem, z przebudowanego dworu Żalińskich, dawnych właścicieli wsi. Jego ostatnia przebudowa miała miejsce w 1821 roku (z tego okresu pochodzi obecne wnętrze oraz 2 dolne kondygnacje wieży, której zwieńczenie powstało w 1881, w związku z renowacją obiektu). Wyposażenie wnętrza pochodzi z 1821 r. Ołtarz główny w stylu neoromańskim. W kaplicy Ukrzyżowania poza wczesnobarokowym ołtarzem znajduje się obraz św. Franciszka z Chrystusem Ukrzyżowanym, natomiast w kaplicy Najświętszej Marii Panny rokokowy ołtarz z 2. połowy XVII wieku z rzeźbą Matki Boskiej Pocieszenia. W 1602 r., po wstąpieniu do zakonu benedyktynek w Chełmnie Zofii Żalińskiej – córki Adama Żalinskiego (sędziego tucholskiego) i zarazem siostrzenicy Magdaleny Mortęskiej (ksieni klasztoru benedyktynek w Chełmnie i reformatorki zakonu), wieś razem z Trutnowem i Minikowem została wniesiona w posagu miejscowemu klasztorowi benedyktynek. Pierwszy raz benedyktynki trafiły do Bysławka na początku lipca 1602 roku. Powodem przyjazdu była epidemia, która wybuchła w Chełmnie. Z Zofią Żalińską, jako starszą, przybyło 18 zakonnic. Po zakończeniu epidemii Zofia Żalińska wraz z siostrami wróciła do Chełmna. Jednak na prośbę mieszkańców i z powodu dziwnej jasności nad klasztorem trwającej kilka nocy ksieni Magdalena Mortęska 13 maja 1603 roku wysłała do Bysławka 12 sióstr zakonnych. Zakon Sióstr Benedyktynek przetrwał w Bysławku do roku 1852 (formalnie kasata klasztoru miała miejsce w roku 1836). W 1852 roku rząd pruski przekazał klasztor Siostrom Miłosierdzia w Chełmnie, które w 1857 roku przekazały w dzierżawę zabudowania klasztorne franciszkanom reformatom z Prowincji Niepokalanego Poczęcia Najświętszej Maryi Panny w Prusach i w Wielkim Księstwie Poznańskim, którzy przebywali do czasu kasaty 1 października 1875. Franciszkanie rozbudzili życie religijne, wznieśli wieżę na budynku kościoła, założyli studium zakonne. Na doroczne odpusty przybywali wierni nawet ze Śliwic. Zakonnicy włączali się w działalność patriotyczną, za co byli więzieni. 22 kwietnia 1876 roku Siostry Miłosierdzia z powrotem przejęły zarząd nad majątkiem klasztornym i opiekują się nim do dzisiaj. W roku 2004 wznowiono tradycję pieszych pielgrzymek z Tucholi.
Współcześnie klasztor i kościół tworzą wspólny budynek na rzucie prostokąta, całkowicie murowany z cegły z użyciem kamienia, pozbawiony wyraźnych cech stylowych. Wnętrze kościoła ukształtowane w 1821 roku cechuje się skromnymi elementami barokowymi i klasycystycznymi.
Od 3 listopada 1906 r. do 21 kwietnia 1907 r. w miejscowej szkole elementarnej odbył się strajk dzieci przeciwko nauczaniu religii w języku niemieckim. Z uczestników strajku znane są nazwiska następujących dzieci: I. Giersz, Ciżmowski, Pankanin, Jakubowski, Figiel, Muzioł, Idzikowski, Kasprowicz, Donarski, Kłosowski, Drzycimski, Pieczka, Sieracki, Zalewski, Sobacki, Kitowski, Kobierowski, Pryll, Jaworski, Kwieciński, Krzemkowski, Górecki, Czerwiński, Dończyk, Pilarski, Górski. Strajk był elementem znacznie większej akcji biernego oporu wobec pruskich władz szkolnych, która na przełomie 1906 i 1907 r. objęła ponad 460 (!) szkół w prowincji Prusy Zachodnie, czyli przedrozbiorowe Pomorze Gdańskie, Powiśle, ziemię chełmińską i ziemię lubawską oraz część Krajny. Inspiracją dla strajków pomorskich były wcześniejsze działania dzieci w prowincji wielkopolskiej, ze słynnym strajkiem we Wrześni (1901) na czele.
W 1820 wieś liczyła 146 mieszkańców, a w 1910 – było ich już 435. W 1921 wieś w 55 budynkach mieszkalnych (w tym 3 drewnianych) zamieszkiwały 432 osoby. Wieś dysponowała młynem wodnym z turbinami wodną i parową o przemiale 200 t/rok oraz wiatrakiem o przemiale rocznym 30 t. 21 lipca 1934 zlikwidowano gminę Bysławek i włączono ją do gminy Bysław. Bysławek został zajęty przez Wehrmacht 3 września 1939. 16 listopada 1939 okupanci niemieccy zamknęli klasztor, a w 1942 roku wprowadzili dla miejscowości nazwę Bislauheim. W tym samym roku, od 13 maja trwały wysiedlenia ludności polskiej, na miejsce które osiedlano Niemców z Besarabii. W czasie okupacji powstał istniejący do dziś trójkątny plac w centrum, tzw. drajek (niem. Dreieck) z zainstalowaną pompą. Nocą z 12/13 lutego 1945 wieś wyzwolono, a 20 lutego stała się ona miejscem stacjonowania sztabu marszałka Rokossowskiego.

## Współczesność
W latach 1920–1950 miejscowość należała do województwa pomorskiego, w latach 1950–1975 do tzw. dużego województwa bydgoskiego, a w latach 1975–1998 do tzw. małego województwa bydgoskiego.
W 1948 roku w miejscowości powstała jednostka Ochotniczej Straży Pożarnej, której aktualną strażnicę oddano do użytku 23 października 2010. Miejscowa szkoła, istniejąca od 1900, została zamknięta w roku 1997. Od 1 stycznia 1955 do 31 grudnia 1961 wieś była siedzibą Gromadzkiej Rady Narodowej. Jeszcze w latach 60. XX wieku sołectwo utrzymywało stróża wiejskiego.

## Bysławek w mediach
W styczniu 2014 roku w Bysławku oraz na terenie Gminy Lubiewo został nagrany teledysk artystki Doroty Osińskiej do piosenki „To nie Banał” promujący płytę „Teraz”. Pomysłodawcą i realizacją projektu był Mirosław Sawicz – pracownik Urzędu Gminy w Lubiewie. 
W sierpniu 2014 roku na terenie gminy Lubiewo zostały nakręcone sceny do filmu fabularnego „Disco polo”.
23 września 2014 roku w programie „Pytanie na śniadanie” w relacji na żywo podsumowano projekty promocyjne realizowane przez Mirosława Sawicza wraz z materiałem zarejestrowanym przy wydarzeniach kulturalnych w Gminie Lubiewo.